# Ancita paranisocera
Ancita paranisocera är en skalbaggsart som beskrevs av Stefan von Breuning 1970. Ancita paranisocera ingår i släktet Ancita och familjen långhorningar. Inga underarter finns listade i Catalogue of Life.